# بخش چاترا
بخش چاترا (به انگلیسی: Chatra district) یک منطقهٔ مسکونی در هند است که در North Chotanagpur division واقع شده‌است. بخش چاترا ۳٬۷۰۶ کیلومتر مربع مساحت و ۱٬۰۴۲٬۸۸۶ نفر جمعیت دارد.